# Podocarpus neriifolius
Podocarpus neriifolius és una espècie de conífera de la família Podocarpaceae nadiua dels sud-est asiàtic i Oceania.

## Característiques
Pot arribar a créixer uns 10–15 mentre d'alçada, encara que ocasionalment s'han observat individus més alts en boscos tropicals i subtropicals ben desenvolupats, sempre entre els 650-1.600 metres d'altitud.
Es un arbre monoic amb una escorça fibrosa de color bru grisosa, que s'exfolia, i el ramatge estès, a voltes disposat en verticils. Les fulles són alternes, coriàcies, lanceolades, sovint lleugerament corbades, de 10-20 x 0,9-2 cm, amb la base cuneada en un pecíol curt i l'àpex acuminat; les fulles joves poden ser una mica més amples i amb l'àpex obtús. Són de color verd fosc brillant a l'anvers i més clar al revers, amb el nervi central marcat en ambdós cares foliars.
El cons masculins es presenten individualitzats o formant grups de 2 o 3, sempre sèssils, de 2,5-5 cm de llargària. Tanmateix, els cons femenins són pedunculats, axil·lars i solitaris, d'1-2 cm de llargària.
A Cambodja existeixen exemplars nans de tan sols 2-4 metres d'alçada, que es donen en els boscos que són a uns 1.000 metres d'altitud.

## Distribució
Aquesta espècie pot trobar-se a l'Índia, el Nepal, Xina, Myanmar, Tailàndia, Laos, Cambodja, Vietnam, Malàisia, Indonèsia, Brunei, Illes Filipines, Papua Nova Guinea, Illes Salomó, i a les Illes Fiji.

## Etimologia
El seu nom col·loquial en Khmer és srô:l. El mot Podocarpus prové del grec podos (ποδος) = peu; karpos (καρπός) = fruit, perquè els fruits naixen sobre un peu carnós, mentre que el nom de l'espècie, neriifolius, esdevé del gènere Nerium i del llatí folium = fulla, a causa del paregut de les seues fulles amb les del baladre.

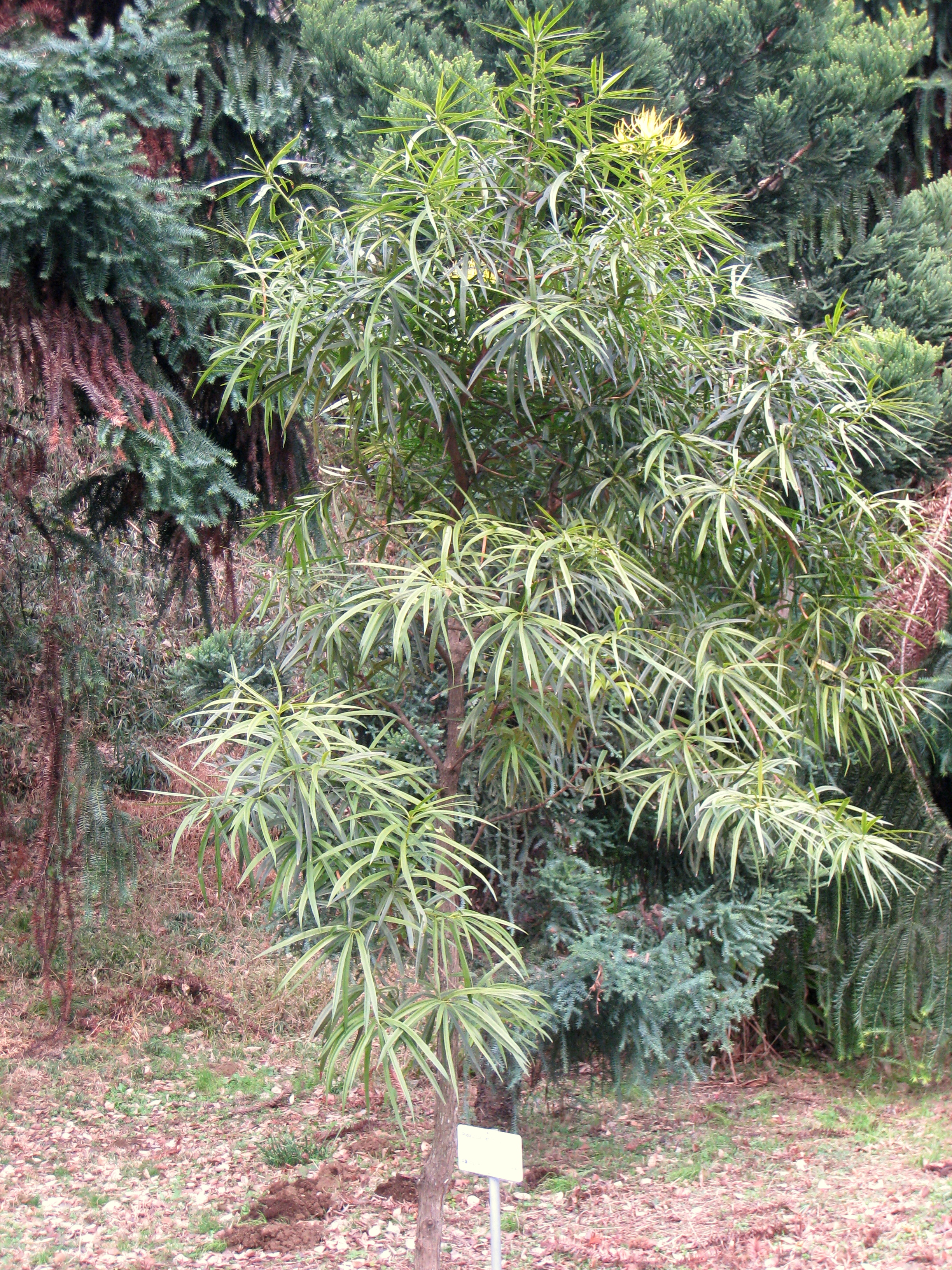
Exemplar del Jardí Botànic de Koishikawa (Tòquio, Japó)
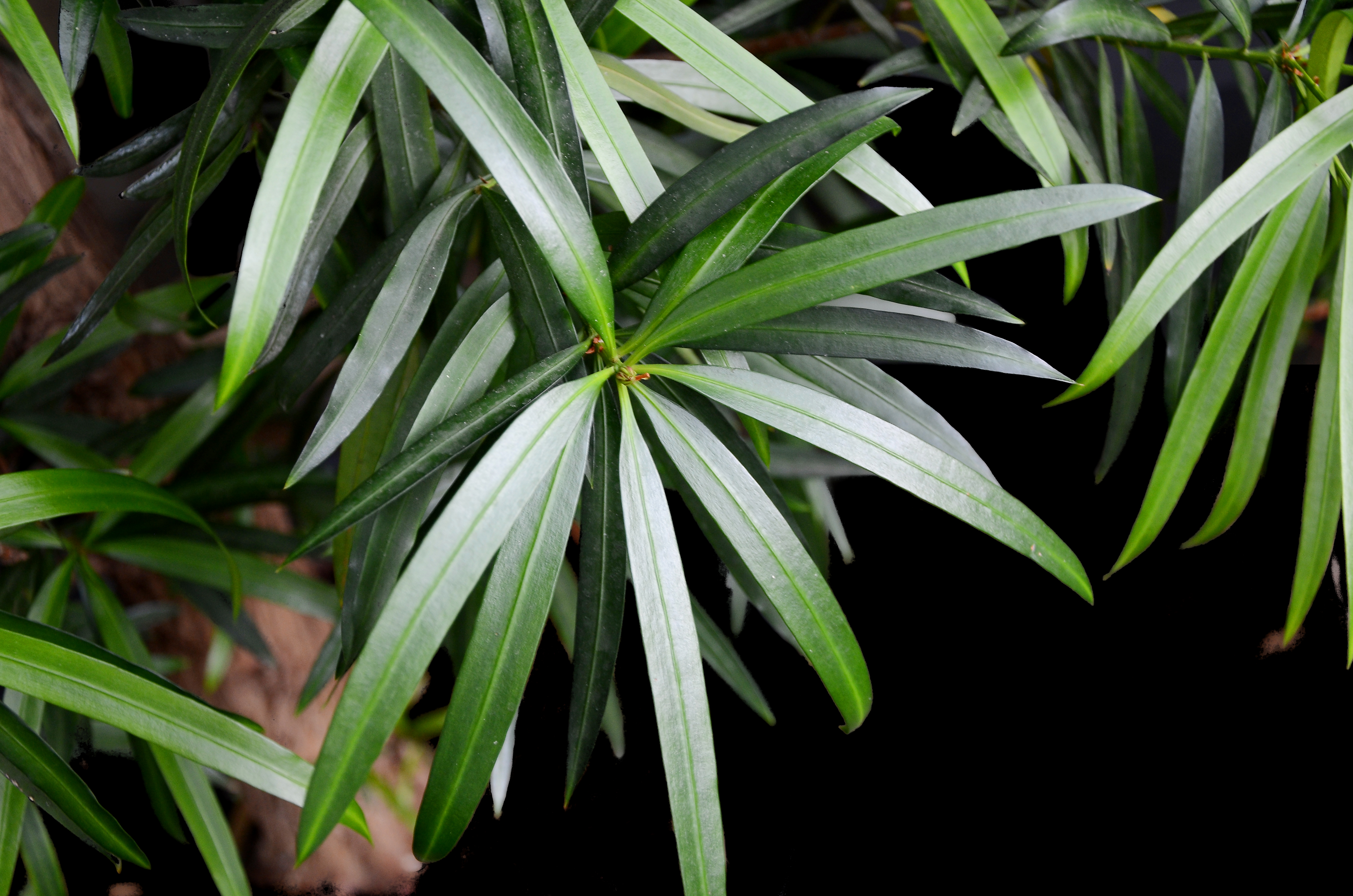
Fulles semblants al baladre
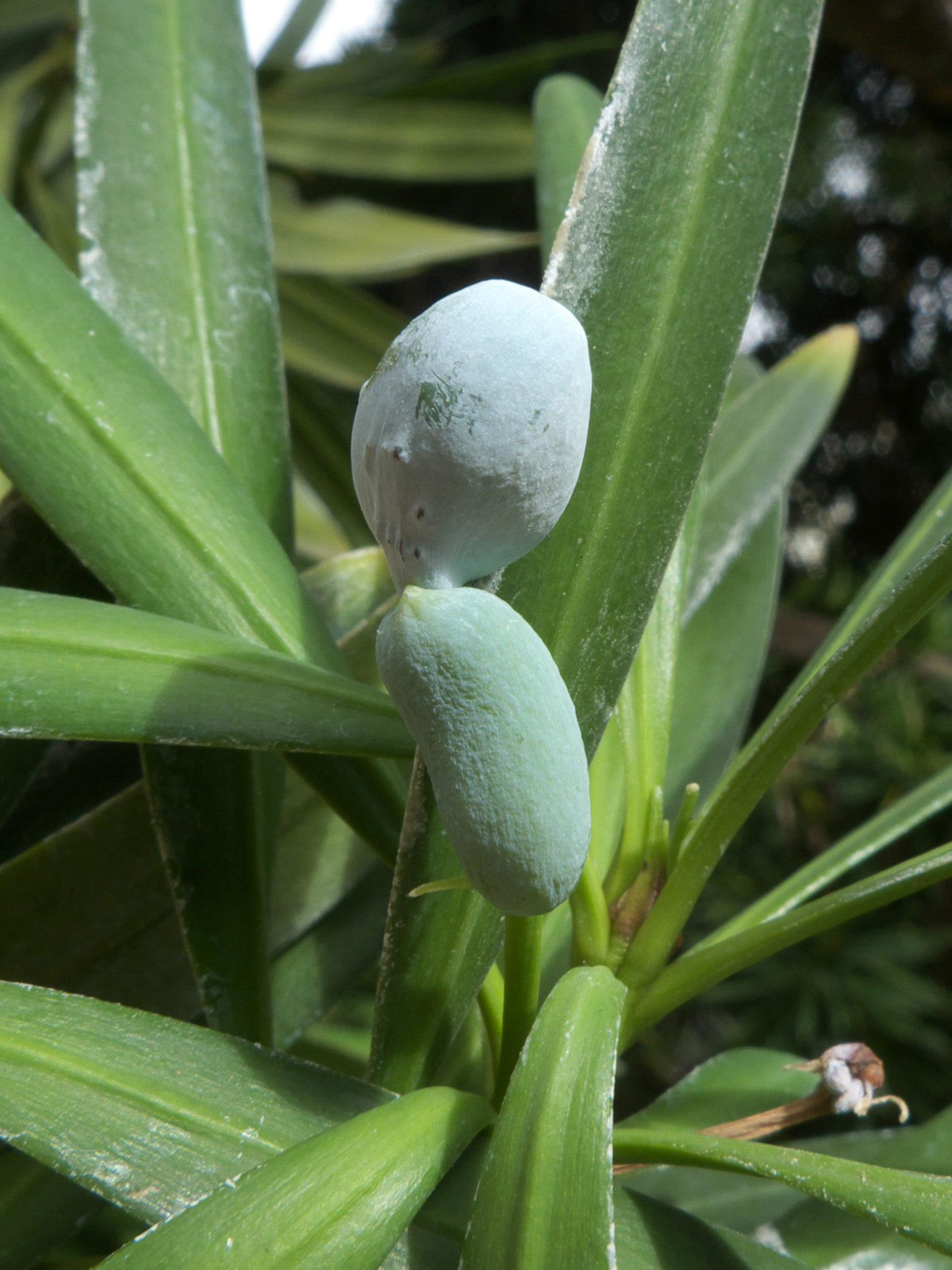
Fruits